# Wszystko dla Gdańska
Wszystko dla Gdańska (WdG) – polskie stowarzyszenie polityczne z siedzibą w Gdańsku.

## Historia

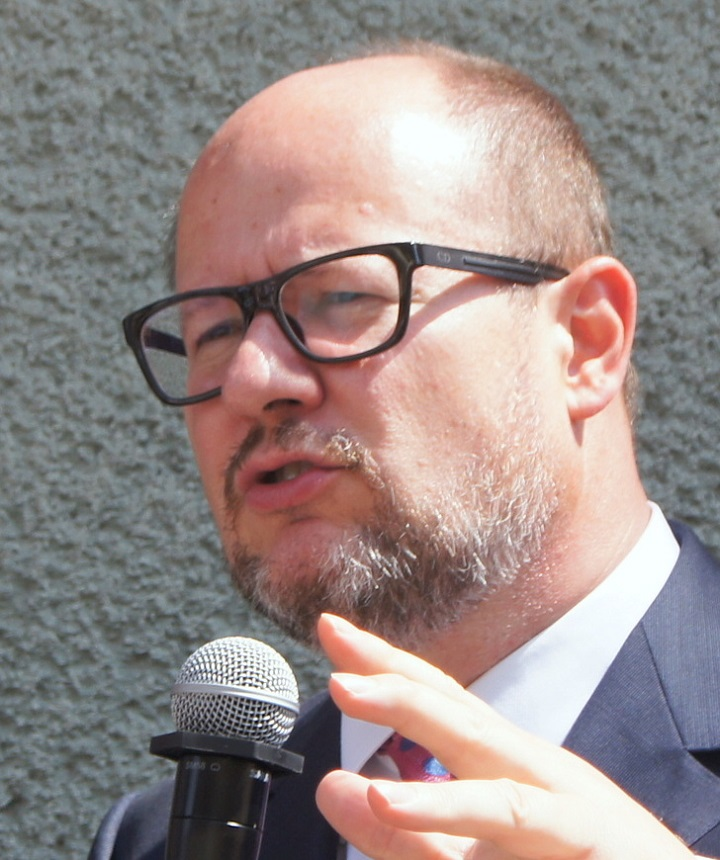
Paweł Adamowicz, były prezydent Gdańska i założyciel stowarzyszenia Wszystko dla Gdańska

Stowarzyszenie Wszystko dla Gdańska zostało założone w maju 2018 przez prezydenta Gdańska Pawła Adamowicza. W tym samym roku podczas wyborów samorządowych ugrupowanie wystawiło kandydatów do rady miasta oraz Pawła Adamowicza na prezydenta miasta. Kandydat stowarzyszenia wygrał wybory w drugiej turze z wynikiem 64,8%. Podczas pierwszej sesji rady miasta zaprzysiężeni zostali prezydent Adamowicz oraz sześciu radnych. Na czele klubu stanęła Beata Dunajewska, która ponadto została wiceprzewodniczącą rady miejskiej. 
17 grudnia 2018 w Urzędzie Miasta Gdańska doszło do podpisania „Deklaracji o współpracy dla mieszkanek i mieszkańców Gdańska”, pomiędzy przedstawicielem stowarzyszenia Wszystko dla Gdańska (Beatą Dunajewską), a przedstawicielem Koalicji Obywatelskiej (Agnieszką Pomaską). Deklaracja to znak koalicji pomiędzy klubem radnych WdG (7 radnych), a klubem radnych KO (15 radnych) w Radzie Miasta Gdańska. Na znak współpracy Paweł Adamowicz powołał na stanowisko swojego zastępcy Piotra Borawskiego, dotychczasowego radnego KO.
22 stycznia 2019 po tragicznej śmierci prezydenta Pawła Adamowicza ogłoszono kandydaturę komisarz miasta Aleksandry Dulkiewicz w wyborach uzupełniających na prezydenta Gdańska. Wybory, które odbyły się 3 marca wygrała z poparciem 82,22%. 28 marca tego samego roku nową wiceprzewodniczącą rady miasta została Teresa Wasilewska, po rezygnacji Beaty Dunajewskiej. W 2024 kandydaci do rady miasta Gdańska z rekomendacji stowarzyszenia zostali wpisani na listy wyborcze Koalicyjnego Komitetu Wyborczego Koalicji Obywatelskiej. Wspólną kandydatką koalicji na prezydenta miasta została Aleksandra Dulkiewicz, zaś kandydatką stowarzyszenia do Sejmiku Województwa Pomorskiego została Beata Dunajewska. W wyborach do rady miasta Gdańska stowarzyszenie otrzymało dziesięć mandatów, zaś Aleksandra Dulkiewicz wygrała wybory prezydenckie w pierwszej turze z poparciem 57,95%.

## Struktura i działacze[11][12]

### Organizacja
W skład władz stowarzyszenia wchodzą 3 organy: Zarząd (organ reprezentacji), Rada (organ nadzoru) oraz Komisja Rewizyjna (organ nadzoru). Na czele stowarzyszenia stoi Prezes. 
Prezes Zarządu

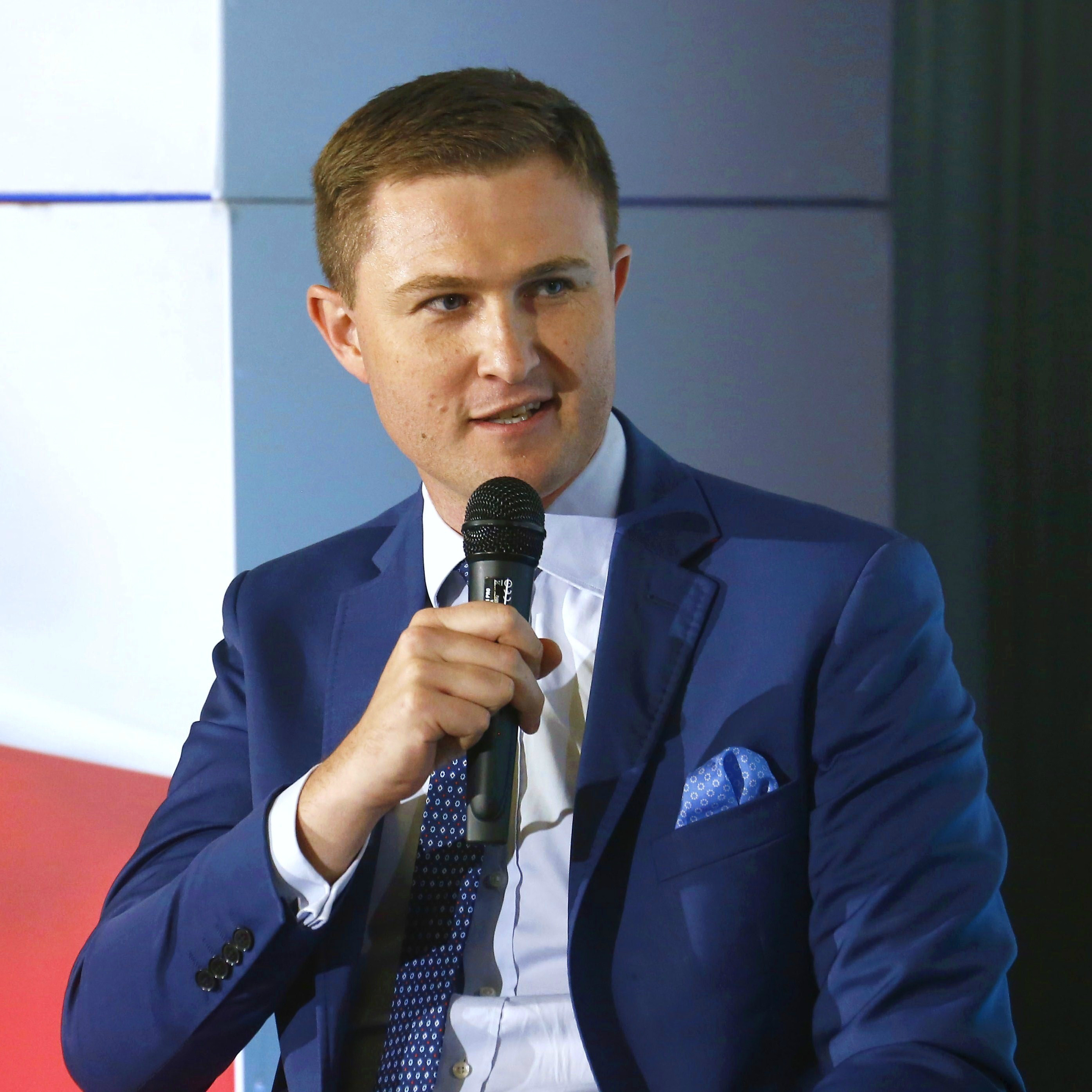
Piotr Grzelak, prezes stowarzyszenia Wszystko dla Gdańska i wiceprezydent Gdańska

- Piotr Grzelak (od 28 września 2018)

Przewodnicząca Rady
- Aleksandra Dulkiewicz (od 2022)

### Władze miasta

#### Prezydenci
| Imię Nazwisko         | od                   | do               | Uwagi                                                                              |
| --------------------- | -------------------- | ---------------- | ---------------------------------------------------------------------------------- |
| Paweł Adamowicz       | 26 października 1998 | 14 stycznia 2019 | Był prezydentem m. Gdańska z ramienia stowarzyszenia od 19 listopada 2018          |
| Aleksandra Dulkiewicz | 11 marca 2019        | nadal            | Była komisarzem (p.o. prezydenta) m. Gdańska, od 17 stycznia 2019 do 11 marca 2019 |

#### Wiceprezydenci
| Imię Nazwisko         | od              | do               | Uwagi                                                                          |
| --------------------- | --------------- | ---------------- | ------------------------------------------------------------------------------ |
| Aleksandra Dulkiewicz | 20 marca 2017   | 14 stycznia 2019 | Była wiceprezydentem m. Gdańska z ramienia stowarzyszenia od 19 listopada 2018 |
| Piotr Kowalczuk       | 11 grudnia 2014 | 9 listopada 2020 | Był wiceprezydentem m. Gdańska z ramienia stowarzyszenia od 19 listopada 2018  |
| Piotr Grzelak         | 30 grudnia 2014 | nadal            | Jest wiceprezydentem m. Gdańska z ramienia stowarzyszenia od 19 listopada 2018 |

#### Radni

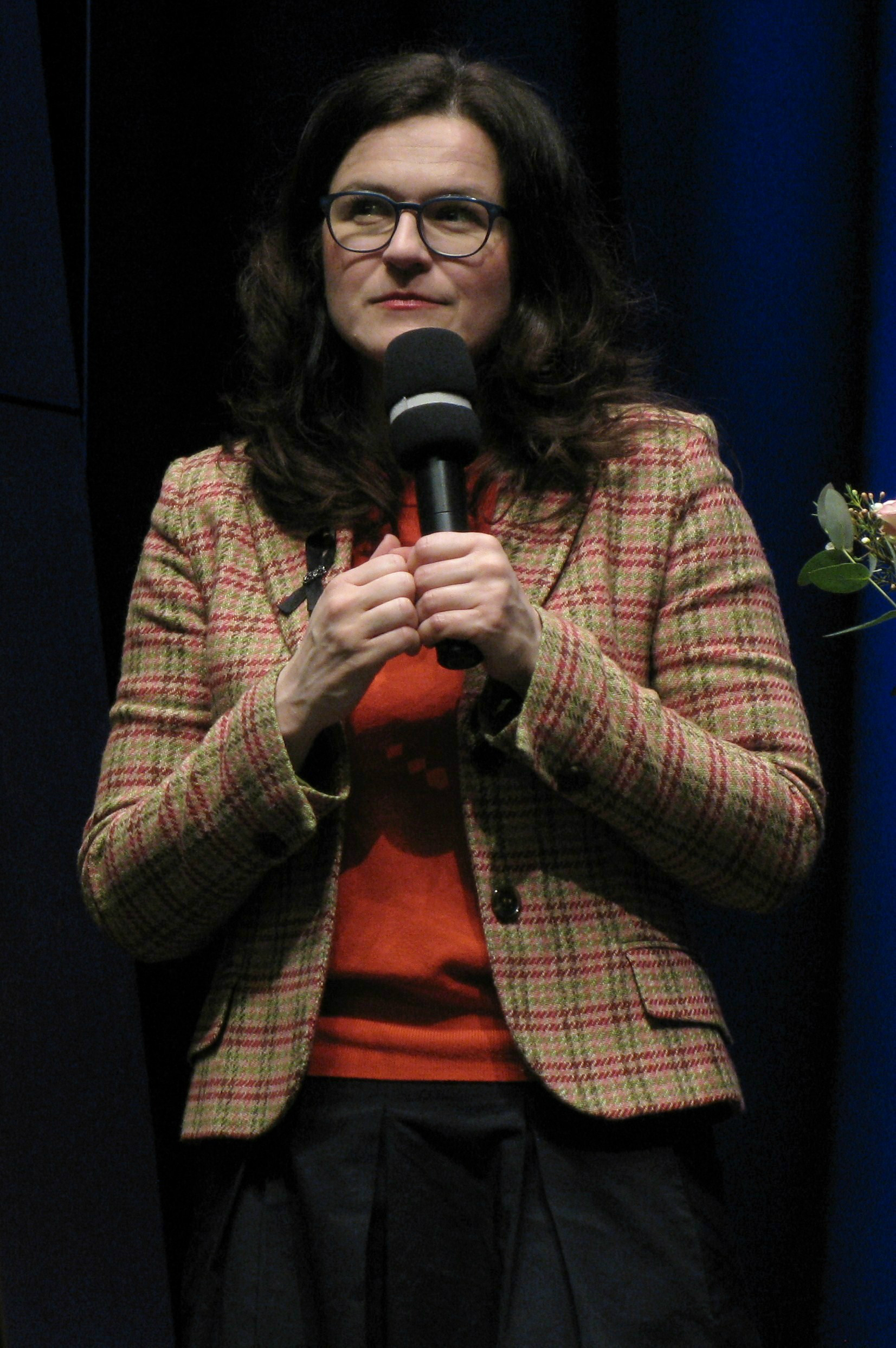
Aleksandra Dulkiewicz, prezydent Gdańska

| Imię Nazwisko         | od                | do           | Uwagi |
| --------------------- | ----------------- | ------------ | --- |
| Beata Dunajewska      | 2 grudnia 2010    | 7 maja 2024  | Była przewodniczącą klubu radnych WdG. Radna z ramienia stowarzyszenia od 19 listopada 2018. W latach 2018–2019 wiceprzewodnicząca rady miasta. Od 2024 radna Sejmiku Województwa Pomorskiego. |
| Andrzej Stelmasiewicz | 19 listopada 2018 | 7 maja 2024  | Nie uzyskał reelekcji w wyborach samorządowych w 2024 |
| Bogdan Oleszek        | 1998              | nadal        | Jest radnym z ramienia stowarzyszenia od czerwca 2019 |
| Piotr Dzik            | 2002              | nadal        | Jest wiceprzewodniczącym RMG. Radny z ramienia stowarzyszenia od 19 listopada 2018. |
| Wojciech Błaszkowski  | 2006              | nadal        | Jest radnym z ramienia stowarzyszenia od 19 listopada 2018 |
| Teresa Wasilewska     | 29 stycznia 2015  | 27 maja 2025 | Była radną z ramienia stowarzyszenia od 11 grudnia 2018, aż do śmierci |
| Katarzyna Czerniewska | 22 listopada 2018 | nadal        | Od 7 maja 2024 przewodnicząca klubu radnych WdG |
| Marcin Makowski       | 7 maja 2024       | nadal        | |
| Marta Magott          | 7 maja 2024       | nadal        | |
| Maximilian Kieturakis | 7 maja 2024       | nadal        | |
| Łukasz Świacki        | 7 maja 2024       | nadal        | |
| Jolanta Banach        | 7 maja 2024       | nadal        | Radna miasta Gdańska w latach 2010–2014. Wybrana wyborach samorządowych w 2024 z list Komitetu Wyborczego Wspólna Gdańska Droga 2050. Członkini Nowej Lewicy.                                  |

## Poglądy polityczne
Wielu członków stowarzyszenia przed wstąpieniem do niego było członkami Platformy Obywatelskiej, m.in. Paweł Adamowicz, Aleksandra Dulkiewicz, Piotr Grzelak oraz Bogdan Oleszek. Ugrupowanie poparło kandydatów Koalicji Europejskiej w wyborach do Parlamentu Europejskiego w 2019 roku, w tym kandydaturę Magdaleny Adamowicz. Poparcie otrzymał również Piotr Adamowicz, kandydat Koalicji Obywatelskiej w wyborach parlamentarnych w 2019 roku. Podczas wyborów prezydenckich w 2020 stowarzyszenie zbierało podpisy poparcia pod kandydaturą Rafała Trzaskowskiego, wcześniej podczas wyborów majowych stowarzyszenie zbierało podpisy dla Małgorzaty Kidawy-Błońskiej. W 2025 organizacja również wspierała kandydaturę Rafała Trzaskowskiego.

## Poparcie w wyborach

### Rada Miasta Gdańska

Skład Rady Miasta w 2018

Skład Rady Miasta w 2024

| Wybory | Głosy  | Głosy  | mandaty | Przypisy      |
| ------ | ------ | ------ | ------- | ------------- |
| Wybory | Liczba | %      | mandaty | Przypisy      |
| 2018   | 39 612 | 19.13% | 6/34    | [ 28 ]        |
| 2024   | 40 489 | 22,79% | 10/24   | [ 29 ] [ 30 ] |

### Prezydent Miasta Gdańska
| Wybory | Kandydat                    | I tura  | I tura | II tura | II tura | Mandat | Uwagi                                                 | Przypisy      |
| ------ | --------------------------- | ------- | ------ | ------- | ------- | ------ | ----------------------------------------------------- | ------------- |
| Wybory | Kandydat                    | Głosów  | %      | Głosów  | %       | Mandat | Uwagi                                                 | Przypisy      |
| 2018   | Paweł Bogdan Adamowicz      | 77966   | 36.97% | 129683  | 64.80%  | Tak    | Wygrana z Kacprem Płażyńskim (Prawo i Sprawiedliwość) | [ 31 ] [ 32 ] |
| 2019   | Aleksandra Maria Dulkiewicz | 139 790 | 82,22% | brak    | brak    | Tak    | Wygrana z Grzegorzem Braunem i Markiem Skibą          | [ 33 ]        |
| 2024   | Aleksandra Maria Dulkiewicz | 103 337 | 57,95% | brak    | brak    | Tak    |                                                       | [ 34 ]        |

### Sejmik Województwa Pomorskiego
| Wybory | Głosy | Mandaty                           | Przypisy      |
| ------ | ----- | --------------------------------- | ------------- |
| 2024   | 5 813 | Mandat otrzymała Beata Dunajewska | [ 15 ] [ 35 ] |